# رزمری دی‌کارلو
رزمری اَن دی‌کارلو (متولد ۱۹۴۷) دیپلمات آمریکایی است که از ماه مه ۲۰۱۸ به عنوان معاون دبیرکل سازمان ملل در امور سیاسی و تثبیت صلح فعالیت کرده‌است. وی پیش از این پس از این که سوزان رایس استعفا داد تا مشاور امنیت ملی شود، به عنوان سرپرست سفیر ایالات متحده در سازمان ملل فعالیت می‌کرد.

## اوایل زندگی و تحصیل
دی کارلو با مدرک لیسانس، کارشناسی ارشد و دکترا از دانشگاه براون فارغ‌التحصیل شد. در ادبیات تطبیقی، و همچنین زبانها و ادبیات اسلاوی. او به فرانسه و روسی صحبت می‌کند.